# Herrensitz Hammerschrott
Der Herrensitz Hammerschrott ist ein abgegangenes Hammerschloss in Hammerschrott, einem Gemeindeteil des Marktes Neuhaus an der Pegnitz im Landkreis Nürnberger Land (Mittelfranken, Bayern). Die Anlage wird als Bodendenkmal unter der Aktennummer D-5-6335-0057 im Bayernatlas als „Hammerschmiede und Herrensitz des Mittelalters und der Neuzeit“ geführt. 

## Geschichte

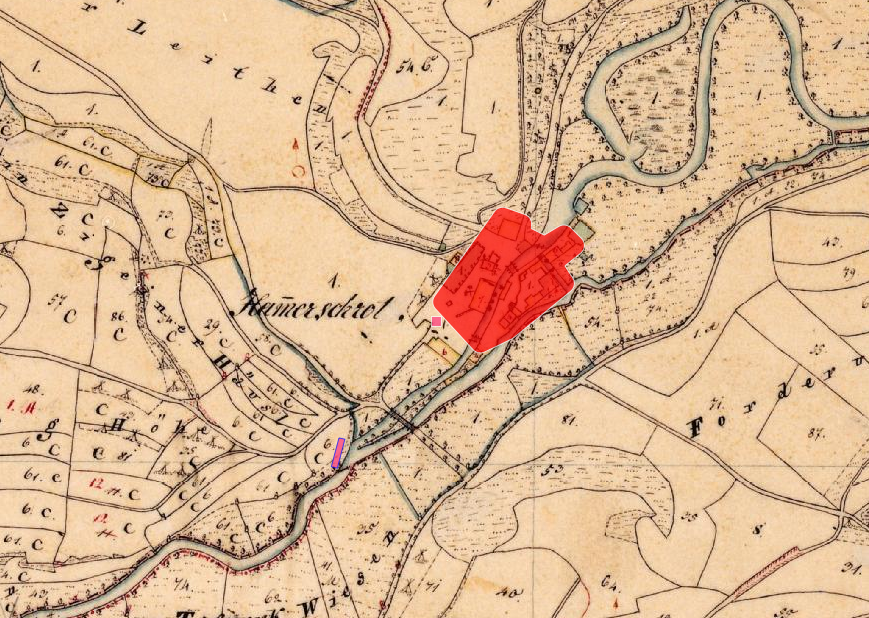
Lageplan von Hammerschrott auf dem Urkataster von Bayern

1326 wurde der Ort bereits im bayerischen Salbuch als „Hammer Schrotonis“, also als Hammer eines Schroto erwähnt. 1407 wurde er als Bamberger Lehen genannt. Der Eisenhammer war 1387 Mitglied in der Oberpfälzer Hammereinigung („Hans Hegnein ... auch mit zwai herden vnd mit dem hamer zu dem Newenhaws“). 
Der Hammer Schrott war einst ein größeres Industrieunternehmen. Dazu gehörte auch ein Herrensitz, der beispielsweise in der Nürnberger Erkundung der Landschaft aufgezählt wurde, die 1504 vor Ausbruch des Landshuter Erbfolgekrieges unternommen wurde. Zu den ständig Beschäftigten gehörten ein Schmelzmeister, ein Schmiedemeister, ein Hauer und ein Kohlmesser sowie Eisenarbeiter und Fuhrknechte. Aus dem Hammer wurde eine Bronzefabrik und später eine Holzwollefabrik. Im späten 18. Jahrhundert kaufte Johann Baptist von Hausmann den Hammer. Seine Nachfolger verkauften den Hammer an Johann Sturm; dessen Erben ließen 1858/59 den Hammer eingehen. 
Der nachfolgende Besitzer Eberhard Weith ließ 1911 ein Kraftwerk einrichten. Das Elektrizitätswerk versorgte die Orte Neuhaus, Krottensee und Hammerschrott mit elektrischem Strom. 1912 verpachtete Weith das Hammerwerk dem Händler Leonhard Praß aus Neuhaus. Nach dem Tod von Leonhard Praß 1937 erbten seine Söhne Georg und Hans Praß die Liegenschaften. Sie ließen im Jahr 1956 das marode Herrenhaus abbrechen. Von den historischen Gebäuden hat sich nur ein Fachwerkstadel aus dem 17. Jahrhundert erhalten.